# 43 Club
43 Club hay "The 43" là một hộp đêm ở 43 phố Gerrard, Soho, London, nơi đã trở nên khét tiếng trong suốt những năm 20 vì những bữa tiệc thác loạn mà giới nhà giàu và nổi tiếng suy đồi thường xuyên lui tới. Thần thoại địa phương cung cấp nhiều câu chuyện về các vụ án khiêu khích, khoa trương và đôi khi là tội phạm. Chủ sở hữu, Kate Meyrick, cuối cùng đã bị điều tra năm lần trước khi câu lạc bộ cuối cùng đóng cửa. Đôi khi các liên doanh hộp đêm hiện đại ở London và các nơi khác tự gọi mình là "43 Club" và các biến thể khác của tên để vinh danh địa điểm khét tiếng từ những năm 1920 này.